# Jackson Brundage
Jackson Timothy Brundage (Los Angeles, 21 gennaio 2001) è un attore statunitense.

## Biografia
Jackson Brundage è noto per aver interpretato James Lucas Scott, conosciuto anche come Jamie Scott, il figlio di Nathan e Haley Scott, della serie televisiva One Tree Hill, un ruolo che ha ricoperto dal 2008 fino alla conclusione della serie nel 2012 per un totale di 99 episodi. Nel 2006 ha partecipato al film Lime Salted Love.
Nel 2011 è stato il doppiatore del personaggio Pablo, in Einstein Pals. Nel 2012 ha preso parte alla serie tv See Dad Run di cui è il protagonista.
Jackson ha partecipato al Rising Sun Karate Academy.
Suo padre è Richard Brundage. Ha una sorella maggiore, Keeley e un fratello più piccolo, Parker.  Nell'agosto del 2007 si è trasferito a Wilmington (Carolina del Nord), per le riprese della serie One Tree Hill. Quando non sta girando, risiede a Los Angeles con la sua famiglia.

## Filmografia parziale
- One Tree Hill – serie TV, 99 episodi (2008-2012)